# Rény
Rény (Rieni), település Romániában, a Partiumban, Bihar megyében.

## Fekvése
Belényestől délkeletre, a Fekete-Körös jobb partja közelében, Bontesd, Kisszedres és Petrelény közt fekvő település.

## Története
Rény nevét 1588-ban Ryeen néven említette először oklevél.
1600-ban Rhen, 1692-ben Rhenye, 1808-ban Rieny, 1913-ban Rény néven írták.
Rény birtokosa a nagyváradi 1. sz. püspökség volt, és egykor francia bányászok telepe volt.
1910-ben 557 lakosából 17 magyar, 549 román volt. Ebből 546 görögkatolikus ortodox volt.
A trianoni békeszerződés előtt Bihar vármegye Vaskohi járásához tartozott.

## Nevezetességek
- Ortodox fatemploma – 1753-ban épült.

## Hivatkozások

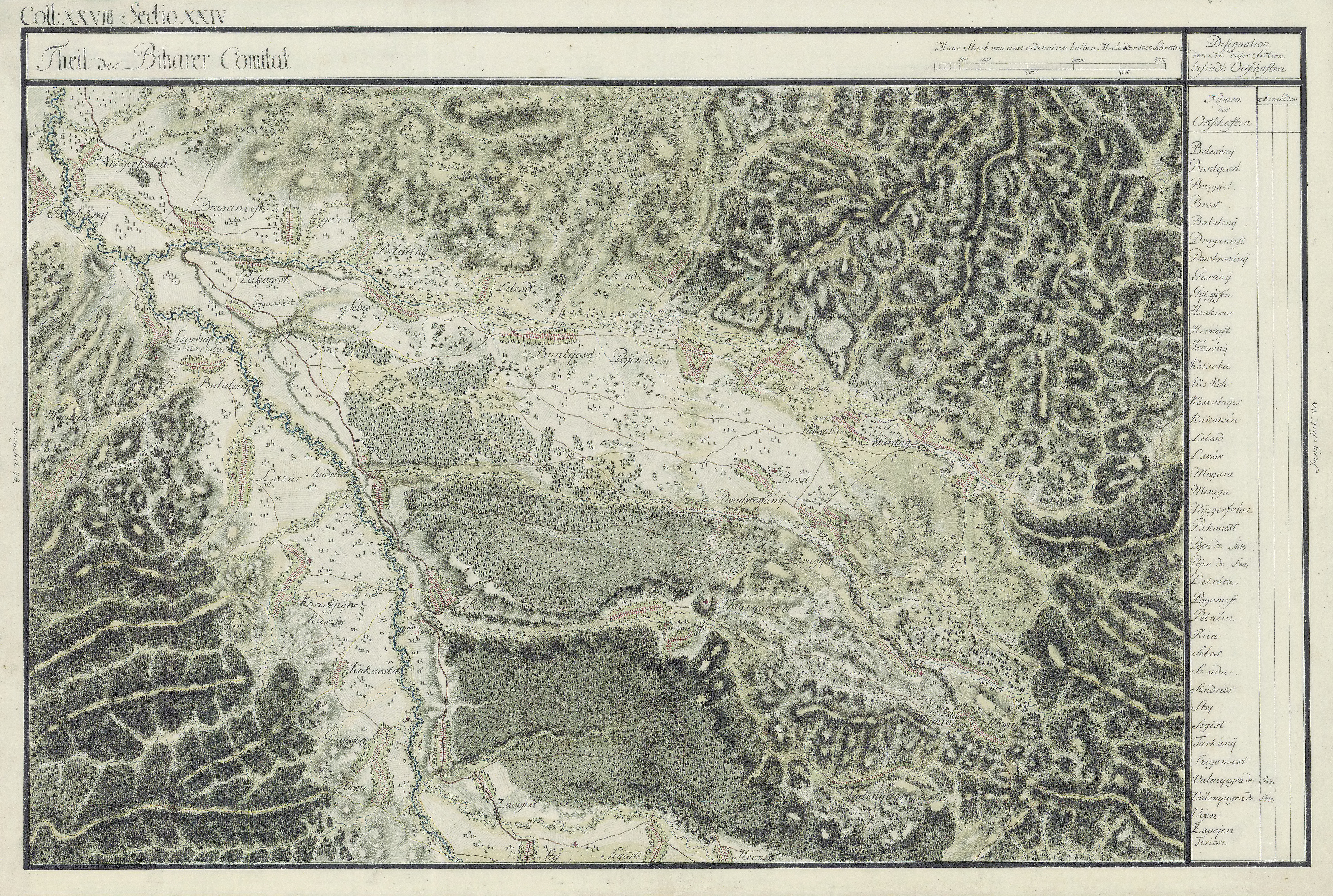
Rény egy régi térképen